# La Mancha Húmeda

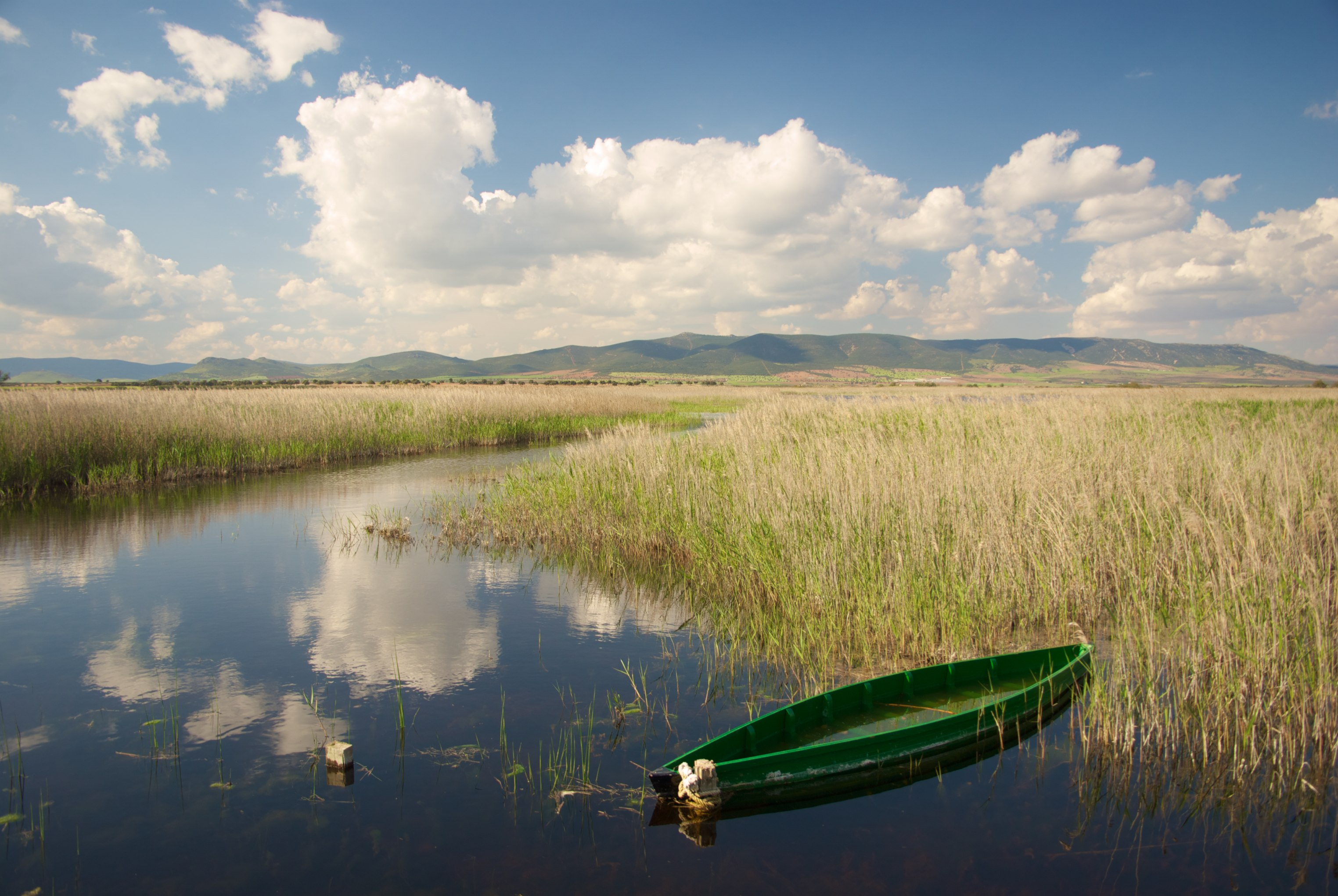
Tablas de Daimiel 2010

La Mancha Húmeda es Reserva de la Biosfera desde 1980 (ampliada en 2014) y posee una superficie de 418.066,16 ha. Se encuentra situada en la Comunidad Autónoma de Castilla-La Mancha, España.
El parque nacional de las Tablas de Daimiel (3.030 ha) y el parque natural de las Lagunas de Ruidera (3.772 ha) se encuentran dentro de la reserva.

## Flora
Al tratarse de una zona de humedales, la vegetación se encontraba muy ligada al agua. De este modo podíamos encontrar bosques ribereños, carrizales y espadañales entre otros. La vegetación terrestre está formada por comunidades vegetales típicamente mediterráneas, siendo los árboles dominantes encina (Q.ilex) y sabina (Juniperus thurifera). Se han distinguido en el parque natural más de 800 especies florísticas.

## Fauna
Al igual que en caso de la vegetación, la fauna del lugar se ve directamente relacionada con los humedales. Así encontramos diversos reptiles, aves acuáticas además de rapaces, anfibios y peces como la carpa o la boga.

## Problemas medioambientales: la sobreexplotación del acuífero 23
Desde la década de 1950 se ha producido un incremento de las extracciones y de la superficie de regadío, lo que ha provocado que el acuífero se encuentre actualmente sobreexplotado, lo que se ha traducido en una degradación de los ecosistemas húmedos.

## Enlaces relacionados
- Acuífero 23
- Parque nacional de las Tablas de Daimiel
- Parque natural de las Lagunas de Ruidera